# Тареев, Евгений Михайлович
Евге́ний Миха́йлович Таре́ев (13 (25) мая 1895, Псков — 17 августа 1986, Москва) — советский терапевт.
Академик Академии медицинских наук СССР (1948), Герой Социалистического Труда (1965), лауреат Сталинской (1946), Ленинской (1974) и Государственной премий СССР (1983), заслуженный деятель науки РСФСР (1948). Один из основоположников советской нефрологии, гепатологии, ревматологии и паразитологии. Внёс также вклад в развитие кардиологии и терапии.

## Биография

### Ранние годы
Родился в Пскове, где его отец, Михаил Михайлович Тареев преподавал в духовной семинарии. Детство прошло в Сергиевом Посаде, где он окончил мужскую гимназию.
В 1913 году Е. М. Тареев поступил на медицинский факультет Московского университета. Студентом, женился в первый раз. Четвёртый курс, на котором учился Е. М. Тареев, был выпущен в 1917 году досрочно, в связи с Первой мировой войной.

### Профессиональный путь
Начал работать участковым врачом при хамовническом комиссариате, а с апреля 1918 года стал ординатором Госпитальной терапевтической клиники (и одновременно вторым санитарным врачом клиник) 1 МГУ. В 1919 году был призван в армию и направлен главным врачом госпиталя в Уфу; вскоре заболел тифом и в 1920 году был демобилизован. В 1920—1923 годах работал, по направлению, врачом на постройке железных дорог в Чувашии.
Вернувшись в Москву в 1923 году, поступил на учёбу в ординатуру, с 1924 года ассистент на кафедре факультетской терапии медицинского факультета 1-го МГУ — 1-го Московского медицинского института, затем доцент. Летом 1926 года, в Железноводске, познакомился со своей будущей второй женой: свадьба состоялась на следующий год. С 1929 года стал работать под руководством М. П. Кончаловского, который писал, что степень доктора медицинских наук, даже без защиты, одним из первых из его сотрудников и учеников получил Е. М. Тареев. В 1936 году стал заведующим кафедрой 3-го Московского медицинского института. Одновременно, с 1929 года (до 1951) руководил клиническим отделом Института медицинской паразитологии и тропической медицины.

Могила Е. М. Тареева на Новодевичьем кладбище Москвы.

В 1941—1942 годах — заведующий кафедрой инфекционных болезней Ижевского медицинского института; затем руководство кафедрами в других институтах; в 1945—1951 годах — директор 1-й терапевтической клиники МОНИКИ. С 1951 года и до смерти в 1986 году — заведующий кафедрой терапии и профзаболеваний санитарно-гигиенического факультета 1-го Московского Медицинского института (сначала на базе Двадцать четвёртой городской клинической больницы, затем в новой клинике на улице Россолимо, 11а; ныне Клиника нефрологии, внутренних и профессиональных заболеваний им. Е. М. Тареева; на здании в 1993 установлена мемориальная доска; в клинике — мемориальный кабинет). Одновременно (1949—1986) возглавлял академическую группу Академии медицинских наук СССР. Был в числе медиков, наблюдавших И. В. Сталина в последние дни его жизни.
Похоронен на Новодевичьем кладбище.
Автор более 400 научных работ, из них 7 монографий, среди них широко известные: «Гипертоническая болезнь» (1948), «Нефриты» (1958), «Коллагенозы» (1965). Учебник Тареева «Внутренние болезни», впервые изданный в 1951 году и переизданный в 1956 и 1957 годах, был основным учебником медицинских институтов в СССР и за рубежом. Основные научные труды по проблемам патологии почек, печени, ревматических заболеваний, гипертонической болезни, малярии, так называемых лекарственных болезней. Тареев один из первых забил тревогу в отношении роста ятрогений: на IV Всесоюзном съезде терапевтов он говорил, что «проблема ятрогенных болезней является острой, неотложной, принципиально теоретической и сугубо практической, высокоответственной злободневной темой <…> научно-технический прогресс создаёт „кибернетический перекос“ — чем меньше врач умеет делать сам, тем больше он полагается на аппаратуру».
Ученик Тареева, Н. А. Мухин, организовал Тареевские чтения. Имя Тареева присвоено клинике, которой он руководил; на здании клиники установлена мемориальная доска с барельефным портретом учёного.

#### Вклад в развитие нефрологии
На протяжении десятилетий изучал этиологию, патогенез, патоморфологию и патобиологию аутоиммунных заболеваний почек. В частности, им был детально изучен идиопатический (Брайтов) нефрит. В одной из своих монографий «Анемия брайтиков» Тареев рассказал о взаимосвязи между хронической почечной недостаточностью и анемией. Ряд работ посвящён вторичным нефропатиям: нефропатии беременных, подагре, ревматизме, шоке, ревматоидном артрите, периодической болезни, миеломной болезни, коллагенозах, геморрагическом васкулите и при длительном применении гемодиализа.
Тареевым разработаны методы функциональной диагностики патологии почек (проба Реберга-Тареева), физиологии и патологии мочеобразования, роли почек в поддержании гомеостаза.
Многолетние исследования, посвящённые заболеваниям почек, легли в основу монографии «Нефриты».

#### Вклад в развитие гепатологии
Тареев (совместно с П. Г. Сергиевым) изучали этиологию, патогенез и клиническую картину сывороточного гепатита и впервые доказали возможность его передачи через кровь, путём введения в организм безбактериального фильтрата сыворотки, полученной от больного вирусным гепатитом, что явилось свидетельством вирусной этиологии данного заболевания и впервые в СССР описали клиническую картину сывороточного гепатита (болезнь Сергиева-Тареева). Тареев изучал острый и хронический вирусный гепатит, вирусный цирроз печени с исходом цирроз-рак печени.
Тареевым была установлена роль вируса гепатита B в патогенезе внепеченочных поражений при хроническом гепатите высокой степени активности, в развитии узелкового периартериита, синдрома Шегрена, ревматоидного артрита. Тареев первый в СССР подробно изучил алкогольные поражения печени (острый и хронический алкогольный гепатит, алкогольный цирроз печени и др.)

#### Вклад в развитие ревматологии
Внес большой вклад в развитие понимания этиологии и патогенеза ревматических болезней, в том числе коллагенозов. Был одним из первых, кто считал, что аутоиммунный механизм развития ревматоидного артрита является доминирующим. В 1950-е гг. не было единого представления о причинах возникновения этого заболевания и многие врачи и ученые полагали, что в основе ревматоидного артрита лежит инфекция. Поэтому в некоторых медицинских изданиях 1950—1970 годов ревматоидный артрит нередко называют «инфект-артритом». По рассказам ближайшего ученика Тареева — академика Н. А. Мухина, уже на склоне лет, Тареев вспоминал свою полемику с основателем НИИ ревматизма АМН СССР академиком А. И. Нестеровым: «Конечно, ревматоидный артрит имеет аутоиммунную природу, сейчас это уже окончательно ясно, но, возможно, и Нестеров был в чём-то прав, говоря о роли инфекции. Я говорю о болезни Рейтера и серонегативных артритах, где роль инфекционного агента доказана, может он эти формы артрита имел в виду?» Помимо ревматоидного артрита Тареев внес вклад в понимание патогенеза и совершенствования лечения таких ревматических заболеваний как системная красная волчанка, системная склеродермия, дерматомиозит/полимиозит, гранулёматоз Вегенера, геморрагический васкулит (Болезнь Шенлейн-Геноха), узелковый периартериит и многих других.

#### Вклад в развитие других дисциплин
Изучал проблемы лекарственной патологии, патологии сердечно-сосудистой системы, в частности им были детально изучены формы затяжного септического эндокардита, гипертонической болезни (выделена злокачественная форма) и тромбоэмболии лёгочной артерии. Только в 1990-х годах оформилась и в 2000-х переживает расцвет воспалительная теория атерогенеза, однако её предпосылки и отдельные механизмы описаны Тареевым в трудах, изданных на полвека раньше. В бытность руководителем клиники Института медицинской паразитологии и тропической медицины (1929—1951) изучал проблему малярии и других паразитарных заболеваний. Одним из первых исследовал скорость оседания эритроцитов (СОЭ) и ввел этот показатель в клиническую практику.

### Преподавательская деятельность

Мемориальная доска Е. М. Тарееву на здании Клиники нефрологии, внутренних и профессиональных заболеваний им. Е. М. Тареева

Тареев создал свою научную клиническую школу, признанную как русской, так и зарубежной медицинской общественностью. Им предложены нововведения и преподавание терапии, разработаны учебные программы по курсу внутренных болезней, создан ряд учебников и руководств для студентов и преподавателей. Вплоть до самой смерти Е. М. Тареев был председателем созданного им Всероссийского научного медицинского общества терапевтов, председателем и зам. председателя Московского терапевтического общества; заместителем ответственного редактора редотдела «Урология. Нефрология. Сексопатология», редактором журналов «Урология и нефрология», «Clinical Nephrology». Тареев был почётным доктором Карлова университета, почётным членом Общества нефрологов и интернистов ГДР, Гастроэнтерологов НРБ, членом Всемирной ассоциации терапевтов. Среди его учеников такие известные личности как И. Е. Тареева, В. А. Насонова, Н. А. Мухин, А. В. Сумароков, В. С. Моисеев, В. В. Сура, Е. М. Шилов и многие другие.

Известен только один путь формирования врача: больной — книга, книга — больной.— Е. Тареев

## Награды и премии
- Три ордена Ленина
- Ленинская премия (1974), Сталинская премия (1946)[7], Государственная премия СССР (1983).

## Личная жизнь
1-я жена: Раиса Ивановна Алатырцева (ум. в августе 1920).
2-я жена: Галина Александровна Раевская (1900—1966), советский кардиолог, профессор. Их дочери:
- Ирина (1931—2001), советский и российский нефролог
- Елена (род. 1937), профессор теоретической физики.

Среди друзей Тареева — математик П. С. Александров, художник Ю. И. Пименов, историк М. В. Нечкина.
С 1927 года жил в Обыденском переулке[уточнить], с 1936 — на 2-й Извозной улице (ныне Студенческая улица), последние годы — на Кутузовском проспекте (д. 24 и д. 30/32).